# Suta
Suta är ett släkte av ormar. Suta ingår i familjen giftsnokar.
Arterna är med en längd upp till 40 cm små ormar. Bara Suta ordensis kan bli 75 cm lång. De förekommer i Australien och på södra Nya Guinea. Habitatet utgörs av hedområden och torra skogar. Släktets medlemmar jagar ödlor och groddjur. Av de arter som är mer kända lägger honor inga ägg utan föder levande ungar. Det giftiga bettet kan orsaka smärtor men det är vanligen inte livshotande.
Arter enligt Catalogue of Life:
- Suta dwyeri
- Suta fasciata
- Suta flagellum
- Suta gouldii
- Suta monachus
- Suta nigriceps
- Suta ordensis
- Suta punctata
- Suta spectabilis
- Suta suta

The Reptile Database flyttar 6 arter till släktet Parasuta.